# Monte Subasio
Der Monte Subasio ist ein Berg des Apenningebirges in Mittelitalien in Umbrien.

## Geografie
Der Monte Subasio liegt in der Gebirgskette des Appennino umbro-marchigiano oberhalb der Stadt Assisi, in Nachbarschaft der Städtchen Spello und Nocera Umbra, die mit Assisi über den Naturpark Parco del Monte Subasio, der sich im Tal des Valle Umbra erstreckt, verbunden sind. Zur Comunità montana Monte Subasio gehören zudem die Orte Bastia Umbra, Torgiano und Valtopina.
Der Gipfel erreicht eine Höhe von etwa 1290 m s.l.m.

## Geschichte
Die Stadt Assisi wurde vollständig aus den weiß-rosa Steinen des Berges errichtet, der den Einwohnern mit seinen Wäldern auch Holz lieferte. Die Quelle Fontemaggio, die am Berg entspringt, versorgte in römischer Zeit die Stadt mit Trinkwasser.

## Natur
Es handelt sich um einen Berg, dessen Gipfel eher flach und durch  Karsterscheinungen gekennzeichnet ist. Erst entfernt vom Gipfelbereich beginnen die steil abfallende Hänge. Der Baumbestand des Subasio kann in drei Zonen unterteilt werden: die erste ist durch Ölbäume gekennzeichnet, deren Anbau sich von Assisi bis nach Spello auf der einen Seite und von Costa di Trex bis nach Armenzano und San Giovanni auf der anderen erstreckt. Das zweite Gebiet wird durch Zerreichen, Eichen, schwarze Hainbuchen, Manna-Eschen, Ahorne sowie Buchen und Steineichen gekennzeichnet. Das dritte Gebiet ist durch harzhaltige Hochwälder und Gipfelwiesen charakterisiert. Das Gebiet wird auch von seltenen Tieren bewohnt, darunter Wölfe, Goldadler und  Steinhühner.
In jüngster Zeit vermehren sich durch naturschutzliche Maßnahmen unter anderem wieder das Rebhuhn, die Wildkatze, das Eichhörnchen, die Ringeltaube, die Elster, der Eichelhäher, das Stachelschwein, der Dachs, der Fuchs, das Wiesel, der Steinmarder und das Wildschwein.

## Naturpark Parco del Monte Subasio
Zum Monte Subasio-Naturpark gehören nicht nur der gleichnamige Berg, sondern auch die Gipfel der Berge Civitelle, Sermolla und die der Hügel San Rufino und Pietralunga. Dieses Gebiet grenzt nördlich an den Fluss Tescio, nordöstlich an den Wildbach Chiona, östlich an das Topinotal und südwestlich an das Gebirgsgebiet, das Assisi mit Spello verbindet.
Eine bemerkenswerte Naturerscheinung des Parks sind die Dolinen des Mortaro Grande. Naturerlebnisse vermitteln ferner der franziskanische Pfad (sentiero Francescano) und der botanische Garten in Valtopina, die Thermen in Centino sowie der Steineichenwald beim Eremo delle Carceri (inghiottitoio dell’Orrido delle Carceri) bei Assisi.